# Magdaléna Štrompachová

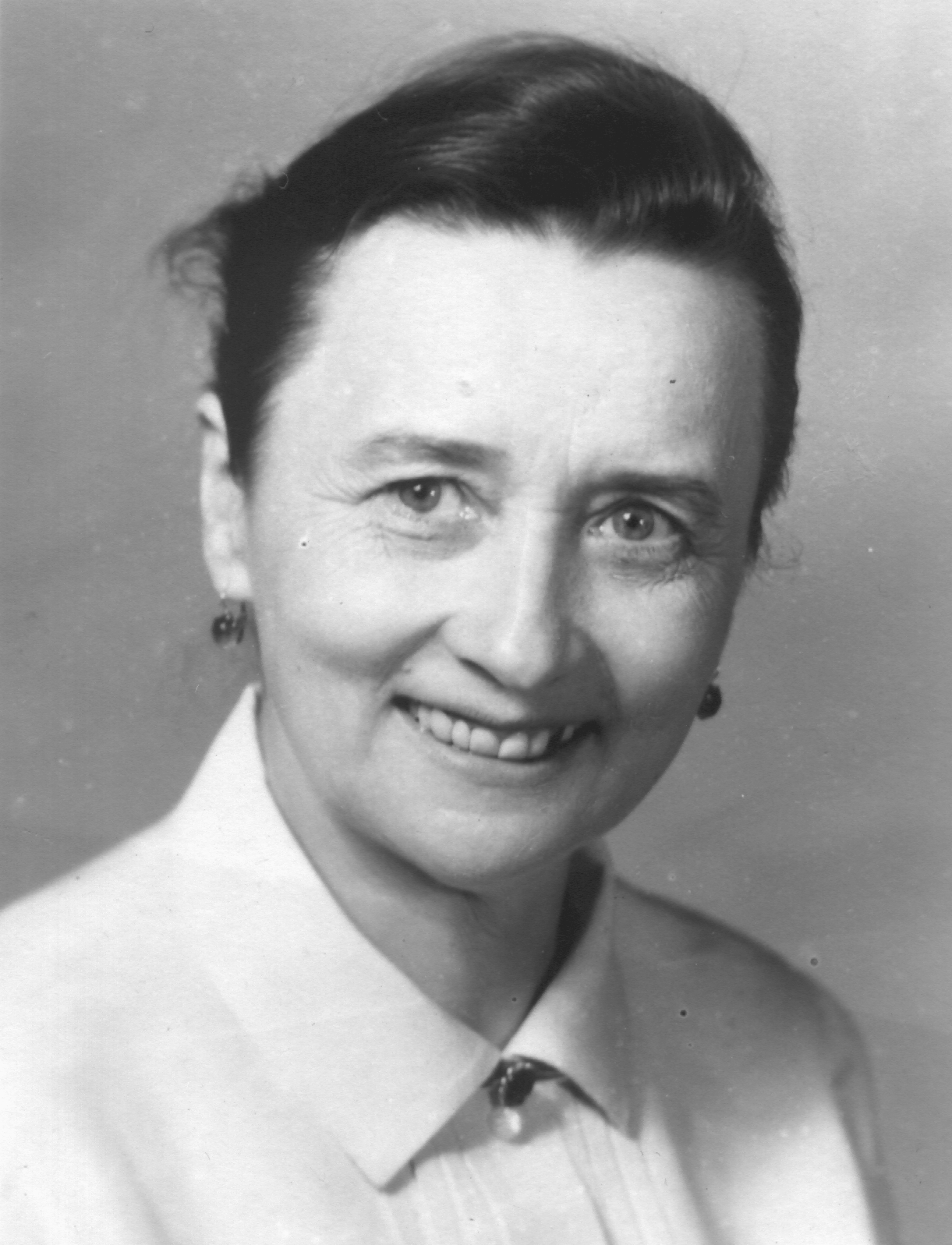
Magdaléna Štrompachová

Magdaléna Štrompachová (* 23. September 1919 in Budapest als Magdolna Drescher; † 17. November 1988 in Bratislava) war eine Malerin, Restauratorin für Gemälde und Skulpturen und eine bedeutende slowakische Pädagogin. Mit ihrem Mann Ľudovít Štrompach gründete sie in Prievidza Slowakei am 15. März 1963 die erste Schule für Darstellende Kunst, wo sie von 1964 bis 1973 selbst unterrichtete.

## Leben
Štrompachová wuchs in Baja in Ungarn auf. Ihr Vater Ferenc József Drescher war Geiger und Geigenlehrer und ihre Mutter Maria Drescher geb. Hübner hatte das absolute Gehör und war eine Amateurpianistin. Štrompachová studierte an der Országos Magyar Királyi Képzőművészeti Főiskola (Königliche Ungarische Akademie der Bildenden Künste) in Budapest bei István Boldizsár, István Szőnyi und Zsigmond Kisfaludi Strobl. Während des Studiums erhielt sie erste Preise für ihre Bilder wie auch später für ihre pädagogische Tätigkeit, davon ein Preis in Memoriam. Am 15. Februar 1935 wurde ihr Familienname aufgrund der Genehmigung des ungarischen Innenministeriums Nr. 40874/1934-III. auf „Batkay“ abgeändert. 1946 zog sie mit ihrem Mann nach Prag. 1950 zog sie mit ihrer Familie in die Slowakei. Seit 1986 lebte sie abwechselnd in Budapest und in Bratislava. Nach schwerer Krankheit starb sie 1988 in Bratislava im Alter von 69 Jahren.

## Wirken

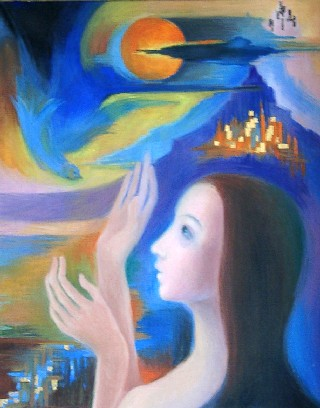
Magdaléna Štrompachová: „Der blaue Vogel“ (1987)

1946 wirkte Magdaléna Štrompachová im Zeichentrickfilmstudio in Barrandov als eine der ersten Frauen, die im legendären tschechoslowakischen Animationsstudio Bratři v triku arbeitete. Als Zeichnerin und Animatorin trug sie zur Entwicklung der tschechischen Trickfilmkunst bei und ebnete den Weg für viele weitere Künstlerinnen in der Branche.
Magdalena Strompach begann in einer Zeit, in der Animation noch eine Männerdomäne war, und bewies mit ihrer Arbeit, dass Frauen in diesem Bereich ebenso innovativ und talentiert sein konnten. Sie war an der Produktion mehrerer animierter Filme beteiligt und hinterließ einen bleibenden Eindruck in der tschechischen Animationsgeschichte.
Ihr Beitrag zum Trickfilmstudio Bratři v triku ist ein wichtiges Kapitel in der Entwicklung der tschechischen Animation, das oft übersehen wird. Heute wird ihre Arbeit als bedeutender Schritt in der Gleichberechtigung innerhalb der Filmbranche gewürdigt.
Ihre Bilder befinden sich in Ungarn, in Österreich, in der Slowakei und in Deutschland.
Mit ihrem Mann Ľudovít Štrompach gründete Štrompachová in Prievidza am 15. März 1963 die erste Schule für Darstellende Kunst für Kinder, wo sie von 1964 bis 1973 selbst unterrichtete. Mehrere ihrer Schüler sind heutzutage Künstler, darunter auch ihre beiden Söhne Peter und Ľudovít Štrompach jr.

## Familie
- Vater Ferenc Jozsef Drescher, Geigenlehrer
- Mutter Marię Drescher (rod. Hübner), Amateurpianistin
- Ehemann Maler für Gemälde Ľudovít Štrompach
- Tochter Monika Strompach, Pianistin
- Tochter Mgr. Marie Štrompachová, Musikwissenschaftlerin
- Sohn Peter Štrompach, Maler für Gemälde
- Sohn Ľudovít Štrompach jr. Maler für Gemälde